# 無雙神傳英信流
無雙神傳英信流（むそうしんでんえいしんりゅう）は、土佐に伝わった居合を中心とした武術の流派。無双直伝英信流と元々は同じ流派である。無双直伝英信流（谷村派）に対し、俗に下村派と呼ばれる。

## 歴史
無雙神傳英信流は戦国時代末期の人、林崎甚助（重信）を流祖とする。林崎甚助の生国は羽州村山郡楯岡在林崎村（現　山形県村山市大字林崎）で、浅野数馬を父、菅野を母として生まれたとされる。父の仇を討つため林崎明神に祈願し、参篭。剣の修行に励み夢想の間に居合の秘術を授かったと伝えられる。
甚助の門人田宮平兵衛業正は豊臣秀吉の武将池田恒興に仕官し、その流派田宮流は紀州徳川家に伝えられた。田宮平兵衛より五伝して長谷川英信がこれを伝えるが、英信は居合の他、槍術、柔術にも名があり紀州徳川家に仕えた。英信は流祖林崎甚助以来の達人と称され、これより流名に英信の字が加えられている。
長谷川英信の弟子、荒井信定は山内家家臣、林守政にこれを伝え、以後、同流は土佐藩において伝承されることとなった。林守政はまた、新陰流の剣術の師である大森六郎左衛門に大森流の居合をも習い、これを無雙神傳英信流に併伝した。居合の他に和（やわら）をもよくし、朝比奈可朝から小栗流和術の免許をも授かっている。
その後、幕末に至り土佐藩の藩校・致道館において同流の師範であった下村茂市が明治維新までこれを教授したが、下村茂市も柔術をよくし、高木流体術拳法の師範も兼ねていた。下村茂市を師とし、大正まで同流を伝えたのが土佐の自由民権運動の重鎮であった細川義昌である。細川義昌（島村右馬丞の実子）は居合の他、竹内流（呑敵流）小具足組打、無外流剣術、川心流槍術、甲州流軍学や砲術を修行し、戊辰戦争の高松征討出陣の慶応4年（1868年）に下村茂市より無雙神傳英信流の免許皆伝を授かった。細川は明治維新後、政治活動を行い、高知県会議員や衆議院議員の職についたが、大日本武徳会高知支部常議員として武術から離れる事はなかった。
細川義昌は大正12年（1923年）に香川県の植田平太郎に免許皆伝を授けた。植田平太郎竹生は1931年（昭和6年）5月、無双神伝抜刀術兵法と流名を改め、十七代を継承した。その後、無双神伝抜刀術兵法は尾形郷一貫心に十八代、福井勝彦貫鐵に十九代が継承されている。植田平太郎の兄弟弟子の中山博道は、細川善昌から居合を学びながら、細川義昌伝とは異なる独自の工夫を加えた居合を創め、流名も改めた。中山の門人たちは夢想神伝流を名乗った。

## 系譜

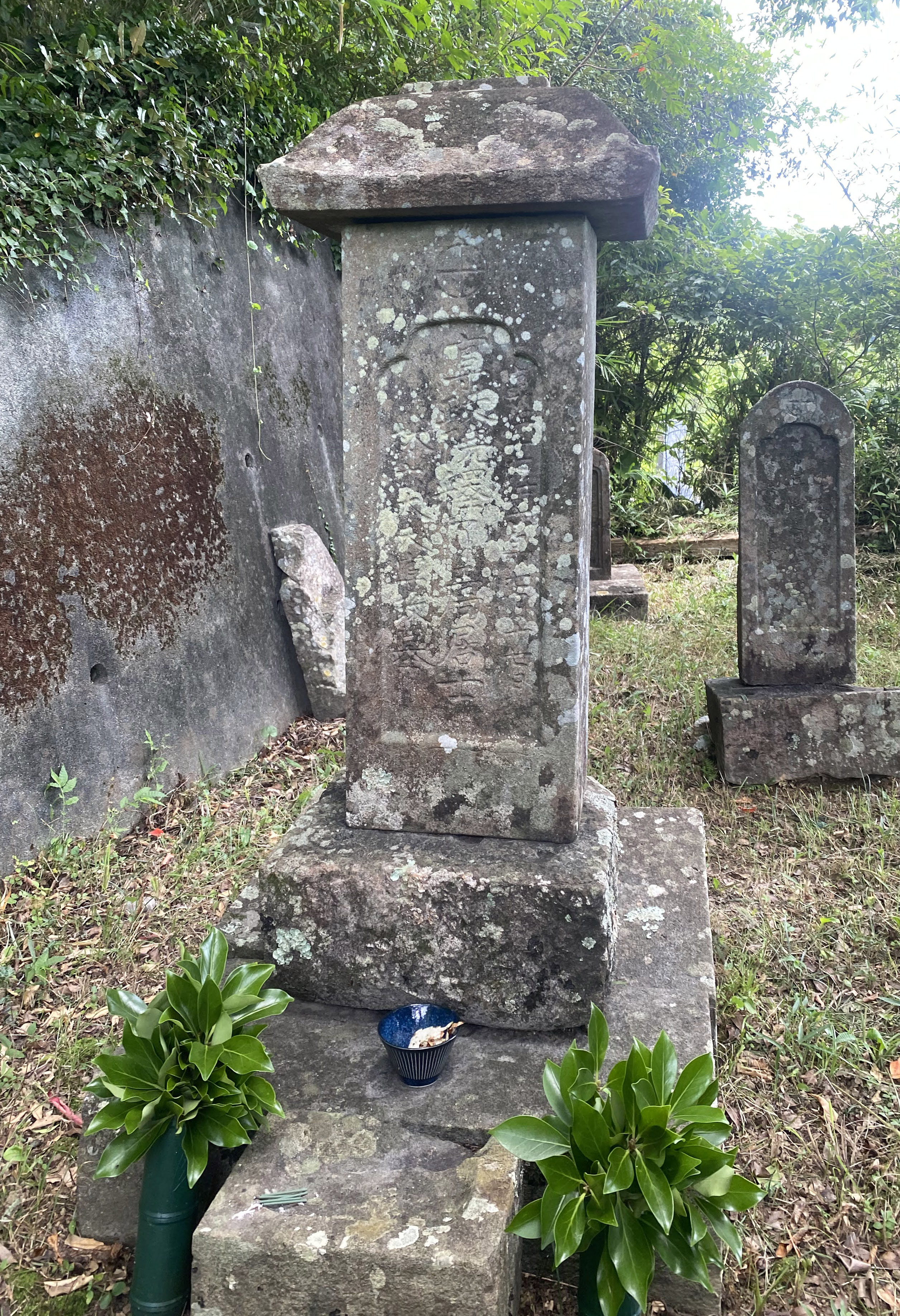
林六太夫守政の墓

流祖林崎甚助重信―田宮平兵衛業正―長野無楽入道槿露斎―百々軍兵衛光重―蟻川正左衛門宗讀―萬野団衛門信貞―長谷川主税之助英信―荒井兵作信定―林六太夫守政―林安太夫政詡―大黒元右衛門清勝―松吉八左衛門久盛―山川久蔵幸雅―下村茂市定政―坪内清助長順―島村右馬丞―細川義昌(島村右馬丞の実子)―植田平太郎竹生―尾形郷一貫心
下村茂市は他にも幾人かの門弟を抱えており、15代には後に無双直伝英信流（谷村派）17代となった大江正路他、行宗貞義―曽田虎彦―楠瀬庸方といった系統も存在する。現在もこれらの系統を継承した人物がそれぞれ活動している。

## 特徴
無双直伝英信流と元々は同じ流派であるが、大森流の形の名称は異なり、奥居合の実技も異なる部分が多い。また、同流異派の無双直伝英信流や夢想神伝流が現在では全日本剣道連盟や全日本居合道連盟に加盟し、現代武道の居合道と並行して普及しているのに対し、当流は古武道として古式の形態を守っているという。